# Gary Streeter
Sir Gary Nicholas Streeter (né le 2 octobre 1955) est un homme politique du Parti conservateur au Royaume-Uni. Il est député pour Devon Sud - Ouest de 1997 à 2024, et est auparavant député de Plymouth Sutton entre 1992 et 1997. 

## Jeunesse
Streeter fréquente la Tiverton Grammar School, Tiverton, Devon, où il est préfet en chef de 1972 à 1973, puis King's College de Londres, où il obtient un diplôme de droit avec distinction. De 1984 à 1998, il est avocat et associé chez Foot and Bowden (maintenant appelé Foot Anstey) à Plymouth, où il se spécialise en droit des sociétés et en droit du travail. En 1998, Streeter est condamné à une amende de 1 000 £ par le Barreau pour conduite indigne d'un avocat en raison d'un conflit d'intérêts lors d'une fusion d'entreprise en 1991 avec Foot Bowden Limited. Il est conseiller, initialement pour le Parti social-démocrate (SDP), au conseil municipal de Plymouth de 1986 à 1992. 

## Carrière parlementaire
Streeter est ministre adjoint du Lord Chancellor's Department sous John Major de 1996 jusqu'à la défaite du gouvernement principal en 1997, et secrétaire d'État fantôme pour le développement international au cabinet fantôme de William Hague de 1998 jusqu'à ce que le nouveau chef conservateur, Iain Duncan Smith le renvoie dans les banquettes arrière en 2001.
En 2013, Streeter évoque la "lueur familière dans les yeux pivotés des puristes" au sein de son propre parti dans un article attaquant les divisions causées par ces militants qui appelaient à un référendum sur l'adhésion à l'UE. Cette remarque faisait suite à des allégations selon lesquelles de hauts responsables du gouvernement auraient qualifié les militants eurosceptiques de "huards aux yeux pivotants". Streeter fait valoir que le résultat des querelles intestines sur la question serait «un gouvernement dirigé par les travaillistes qui plierait le genou à Bruxelles». 
Streeter est opposé au Brexit avant le référendum de 2016. En novembre 2018, il annonce son soutien à l'accord de Theresa May sur le Brexit. 
En décembre 2018, il est fait chevalier dans la liste des honneurs du nouvel an 2019 . 
Il soutient Esther McVey lors de l'élection à la direction du Parti conservateur en 2019 et est l'un des proposants de sa nomination. McVey est éliminé au premier tour de scrutin. Dans les tours ultérieurs, il soutient Sajid Javid, qui est nommé chancelier plus tard cette année-là. 
Il est réélu aux élections générales de 2019 avec une majorité beaucoup plus élevée. 
Streeter est brièvement deuxième vice-président des voies et moyens au début de la 58e législature. 
Il compte en 2022 parmi les députés conservateurs ayant perdu confiance en Boris Johnson et ayant demandé un vote du Parlement pour renverser le premier ministre. 

## Vie privée
Streeter épouse Janet Stevens en 1978 à Barnstaple ; le couple a un fils et une fille, et la famille vit près de Plympton dans le Devon. C'est un chrétien engagé qui croit en la guérison par la foi. 
Lors des élections générales de 2015, son fils Gareth est choisi comme candidat conservateur pour Rother Valley dans le South Yorkshire et se classe troisième derrière Kevin Barron et Cowles, de l'UKIP . 